# Achim von Kries
Achim von Kries est un officier militaire allemand qui sert de 1932 à 1935 durant la guerre du Chaco (entre la Bolivie et le Paraguay), commandant des véhicules militaires blindés boliviens. Il est blessé durant les combats de la seconde bataille de Nanawa. Plus tard, Von Kries fonde le Landesgruppe-Bolivie, la branche bolivienne du parti nazi allemand Auslands-Organisation.